# تيم ريان (كاتب)
تيم ريان (بالإنجليزية: Tim Ryan) (و. 1973  م) هو سياسي، وكاتب سيناريو أمريكي، ولد في نايلز، هو عضوٌ الحزب الديمقراطي.

## مناصب
تولى منصب عضو مجلس النواب الأمريكي (3 يناير 2017–3 يناير 2019)
- عضو مجلس النواب الأمريكي (6 يناير 2015–3 يناير 2017)[4]
- عضو مجلس النواب الأمريكي (3 يناير 2013–3 يناير 2015)[4]
- عضو مجلس النواب الأمريكي (5 يناير 2011–3 يناير 2013)[4]
- عضو مجلس النواب الأمريكي (6 يناير 2009–3 يناير 2011)[4]
- عضو مجلس النواب الأمريكي (4 يناير 2007–3 يناير 2009)[4]
- عضو مجلس النواب الأمريكي (4 يناير 2005–3 يناير 2007)[4]
- عضو مجلس النواب الأمريكي (7 يناير 2003–3 يناير 2005)[4]
- عضو مجلس ولاية أوهايو (2000–2002)[4]
- عضو مجلس النواب الأمريكي.

## التعليم
تعلم في University of New Hampshire School of Law ‏، وتحصل منها على دكتوراه في القانون (حتى 2000)، وجامعة بولينغ غرين ستيت، وتحصل منها على بكالوريوس العلوم (حتى 1995)، وJohn F. Kennedy Catholic School (Ohio) ‏ (حتى 1991)، وجامعة نيو هامبشاير.